# Przygody Niebezpiecznego Henryka
Przygody Niebezpiecznego Henryka (2018) – amerykański animowany serial stworzony przez Dana Schneidera. Serial po raz pierwszy została wyemitowany na amerykańskim Nickelodeon jako zwiastun – 15 stycznia 2018 roku, przed oficjalną premierą 19 stycznia 2018 roku. Stworzony został na podstawie serialu Niebezpieczny Henryk, a w oryginalnej wersji językowej słyszymy oryginalnych aktorów tj. Jace Norman, Cooper Barnes, Michael Cohen, Riele Downs, Sean Ryan Fox, Ella Anderson i Jeffrey Nicholas Brown. Polska premiera odbyła się 1 czerwca 2018 na kanale Nickelodeon Polska.

## Opis fabuły
Serial ukazuje szczególne animowane przygody Strasznego Dzieciucha i Kapitana B, którzy walczą z różnymi złoczyńcami i zagrożeniami chroniąc Swellview.

## Bohaterowie
- Henryk/Straszny Dzieciuch (Jace Norman) jest pomocnikiem Kapitana B.
- Ray/Kapitan B (Cooper Barnes) jest superbohaterem chroniącym Swellview.
- Schwoz (Michael D. Cohen) jest wynalazcą, który pracuje dla Kapitana B i Strasznego Dzieciucha.
- Charlotte (Riele Downs) jest przyjaciółką Henryka.
- Jasper (Sean Ryan Fox) jest przyjacielem Henryka.
- Piper (Ella Anderson) jest siostrą Henryka.
- Pan Hart (Jeffrey Nicholas Brown) jest ojcem Henryka i Piper.

## Wersja polska
Wersja polska: na zlecenie Nickelodeon Polska – Start International Polska

Wystąpili:
- Michał Mostowiec – Henryk Hart / Niebezpieczny
- Robert Kuraś – Ray Manchester / Kapitan Bee
- Julia Siechowicz – Charlotte
- Marek Moryc – Jasper Dunlop
- Jacek Kopczyński –
  - Ścios,
  - Brad (odc. 10b)
- Izabella Bukowska – pani Shapen
- Mateusz Ceran – Oliver Pook
- Robert Tondera –
  - Trent Overunder,
  - George Żółwik (odc. 2b)
- Joanna Borer – Mary Gaperman
- Tomasz Borkowski –
  - Dr Minyak,
  - Wulkaniusz 3 (odc. 4b)
- Krzysztof Cybiński – biolog morski (odc. 4a)
- Piotr Bajtlik – Mitch Bilsky (odc. 6a, 8b)
- Mateusz Narloch –
  - Wiertełko (odc. 6a),
  - Drake (odc. 9a)
- Paweł Szczesny –
  - maszynista Ted (odc. 6a),
  - wiceburmistrz Wilard (odc. 8a)
- Mikołaj Klimek –
  - policjant (odc. 6a),
  - Bruce (odc. 8a)
- Maciej Kowalik – sprzedawca Sushitronika (odc. 6a)
- Anna Wodzyńska – mama Henryka (odc. 6b)
- Antoni Scardina – Oliver Pook (odc. 6b)
- Krzysztof Plewako-Szczerbiński – Dzieciaczek (odc. 7a)
- Klaudiusz Kaufmann – Randy (odc. 7b)
- Sebastian Perdek – Frankini (odc. 7b)
- Przemysław Glapiński – Goomer (odc. 7b)
- Łukasz Lewandowski – Wiciu Poncz (odc. 8a)
- Grzegorz Kwiecień – Jeff (odc. 9a)
- Joanna Węgrzynowska-Cybińska – Lepka Ewka (odc. 9b)
- Grzegorz Drojewski
- Beata Jankowska-Tzimas
- Miłosz Konkel
- Mateusz Kwiecień
- Cezary Kwieciński
- Adam Krylik
- Jakub Szydłowski

i inni
Lektor: Paweł Szczesny

## Spis odcinków
| Seria | Odcinki | Premiera serii   | Finał serii     | Premiera serii                                             | Finał serii                |
| ----- | ------- | ---------------- | --------------- | ---------------------------------------------------------- | -------------------------- |
| 1     | 10      | 15 stycznia 2018 | 14 czerwca 2018 | 1 czerwca 2018 (Nickelodeon) 10 listopada 2018 (Nicktoons) | 9 grudnia 2018 (Nicktoons) |